# Relacija urejenosti
Relacija urejenosti je v matematiki dvočlena relacija ≤ v množici A, če veljata za poljubne elemente a, b in c množice lastnosti:
1. Iz a ≤ b in b ≤ c sledi a ≤ c (tranzitivnost).
2. Iz a ≤ b in b ≤ a sledi a = b (antisimetričnost).
3. Velja a ≤ b ali b ≤ a (stroga sovisnost).

Relacija urejenosti je torej po definiciji vsaka relacija, ki je delno urejena in strogo sovisna. Zaradi njene podobnosti z intuitivno urejenostjo realnih števil (po velikosti) ji pravimo tudi relacija linearne urejenosti ali relacija popolne urejenosti. Za končne množice A je Hassejev graf relacije urejenosti kar navpičen.
Množici A z relacijo urejenosti ≤ pravimo urejena množica.

## Zgledi
Relacija urejenosti je verjetno najbolj intuitivna od vseh relacij, zato zgledov ni težko najti:
- katerakoli množica realnih števil je urejena za običajno relacijo ≤[2] (tj. relacijo »prvo število ni večje od drugega«);
- množica besed v slovarju je urejena leksikografsko, se pravi po abecedi;
- množica kompleksnih števil je urejena za relacijo leksikografske urejenosti, definirane kot
a + i·b ≤ c +i·d, če velja bodisi a < c, bodisi a = c in b ≤[2] d.

Zanimivo je, da se, za razliko od realnih, kompleksnih števil kljub temu ne da dobro urediti.